# Čang Lu
Čang Lu (* listopad 1976) (zjednodušené znaky: 张陆, tradiční znaky: 張陸, pinyin: Zhang Lu) je čínský vojenský pilot, od roku 2010 kosmonaut, 594. člověk ve vesmíru. Při svém prvním kosmickém letu pobýval půl roku na Vesmírné stanici Tchien-kung (TSS), kam s dalšími dvěma kosmonauty odletěl v listopadu 2022 v kosmické lodi Šen-čou 15.

## Vzdělání a vojenská služba
Čang Lu se narodil v listopadu 1976 v okrese Chan-šou v provincii Chu-nan. V pěti letech se i s rodinou přestěhoval z venkova do města, kde otec začal podnikat v oboru sladkovodní akvakultury. Lu rodině s prací odmala pomáhal, později si přivydělával také rybařením a chytáním krevet. Po dokončení základní a střední školy sice toužil uplatnit svůj pěvecký talent při studiu na umělecké škole, ale na důraznou žádost své matky pokračoval směrem k univerzitnímu studiu. Když pak do okresu Chan-šou dorazili armádní náboráři hledat budoucí piloty, Čang Lu byl mezi 200 zájemci. Na rozdíl od většiny ostatních postoupil do užšího výběru a v srpnu 1996 vstoupil do Čínské lidové osvobozenecké armády.
V roce 2000 završil studia na Letecké škole vzdušných sil a stal se bojovým pilotem osvobozenecké armády. Létal na letounech Qiang-5 (Strong-5) a byl hodnocen jako prvotřídní pilot. Později se stal velitelem letecké bojové střelby na výcvikové základně.

## Kosmonaut
Když se do vesmíru vydal první čínský kosmonaut Jang Li-wej, zatoužil Čang Lu zařadit se také mezi kosmonauty. Proto se hned při první příležitosti, v roce 2009, přihlásil do výběru členů 2. skupiny, úspěšně jím prošel a v květnu 2010 se jako jeden ze sedmi nováčků stal členem brigády kosmonautů Čínské lidové osvobozenecké armády a vstoupil do výcviku na kosmický let.

### 1. kosmický let – Šen-čou 15
Ke svému prvnímu letu byl zařazen do posádky lodi Šen-čou 15, která byla vypuštěna 29. listopadu 2022 v 15:08:17 UTC a po připojení k Vesmírné stanici Tchien-kung téhož dne ve 21:42 UTC vytvořili čtvrtou dlouhodobou posádku stanice. 
Kromě rozsáhlého vědeckého programu na ně čekalo několik výstupů do volného prostoru kvůli dokončení integrace nových laboratorních modulů Wen-tchien a Meng-tchien, které se k jádrovému modulu Tchien-che připojily v roce 2022. První z výstupů se odehrál 9. února 2023 a trval 7 hodin a 6 minut. Velitel mise Fej Ťün-lung a Čang Lu při něm splnili řadu úkolů včetně instalace pomocných čerpadel a dalšího zařízení na vnější povrch modulů. Třetí člen posádky, Teng Čching-ming, dvojici podporoval zevnitř stanice a ovládal robotický manipulátor stanice. U dalších dvou výstupů uskutečněných ve stejné sestavě 2. a 30. března, nebyly zveřejněny detaily k vykonaným činnostem ani přesné časy zahájení a konce výstupů, a tedy ani jejich délka. Čínská strana pouze v obou případech konstatovala, že byly splněny všechny plánované úkoly a kosmonauti se v pořádku vrátili do modulu Wen-tchien. U čtvrtého výstupu 15. dubna úřad pro pilotované lety zveřejnil alespoň informaci, že oba kosmonauti úspěšně dokončili instalaci rozšířeného čerpacího agregátu na modulu Meng-tchien,  instalaci a připojení kabelů a podpěrných tyčí vně kabiny.
Po příletu navazující 5. posádky TSS v lodi Šen-čou 16 opustil Čang s oběma svými kolegy stanici 3. června 2023 ve 13:29 UTC a ve 22:33 UTC přistáli v lokalitě Dongfeng ve Vnitřním Mongolsku po 186 dnech, 7 hodinách a 25 minutách letu. 